# Leonhard Beck
Leonhard Beck (* um 1480 in Augsburg; † 1542 ebenda) war ein deutscher Maler, Zeichner und Holzschneider.

## Leben und Werk

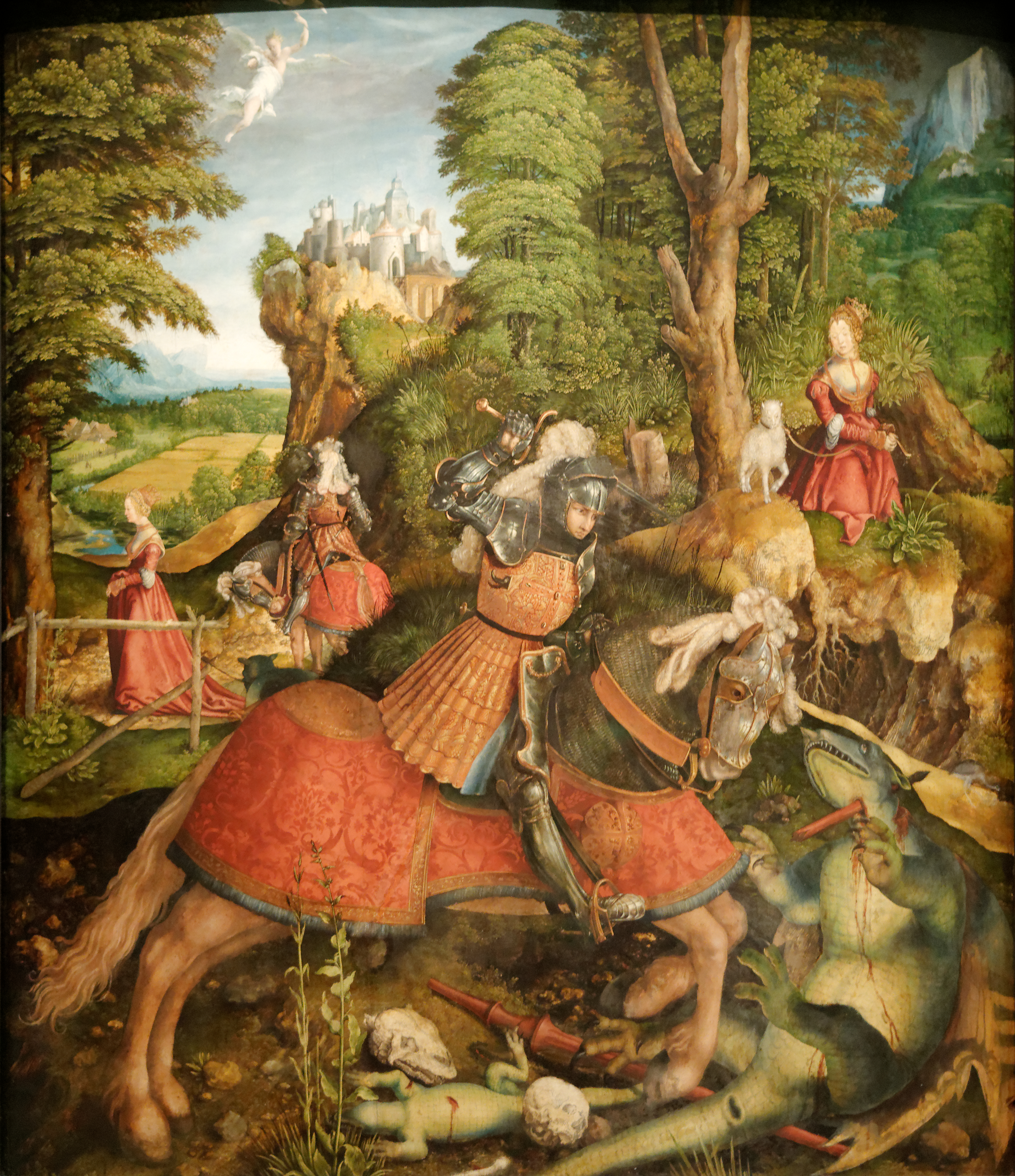
Der Hl. Georg kämpft mit dem Drachen (1. Hälfte 16. Jh.)

Sohn des Johann Georg Beck, von welchem zwei Psalterhandschriften (um 1495) erhalten sind. Beck wurde Schüler Holbeins und arbeitete mit diesem ab 1500 am Dominikaneraltar in Frankfurt. 1503 erhielt er in Augsburg das Meisterrecht. Umfangreich ist sein Holzschnittwerk, welches mehr als 300 Blätter umfasst; dazu zählen Illustrationen im Theuerdank und Weißkunig. Eigene Gemälde sind kaum gesichert und zwei durch Urkunden gesicherte Fresken in der St. Moritzkirche in Augsburg nicht erhalten. Eines der bekanntesten Werke ist Der Hl. Georg kämpft mit dem Drachen, das im Kunsthistorischen Museum in Wien ausgestellt ist.